# Agasias (hijo de Menófilo)

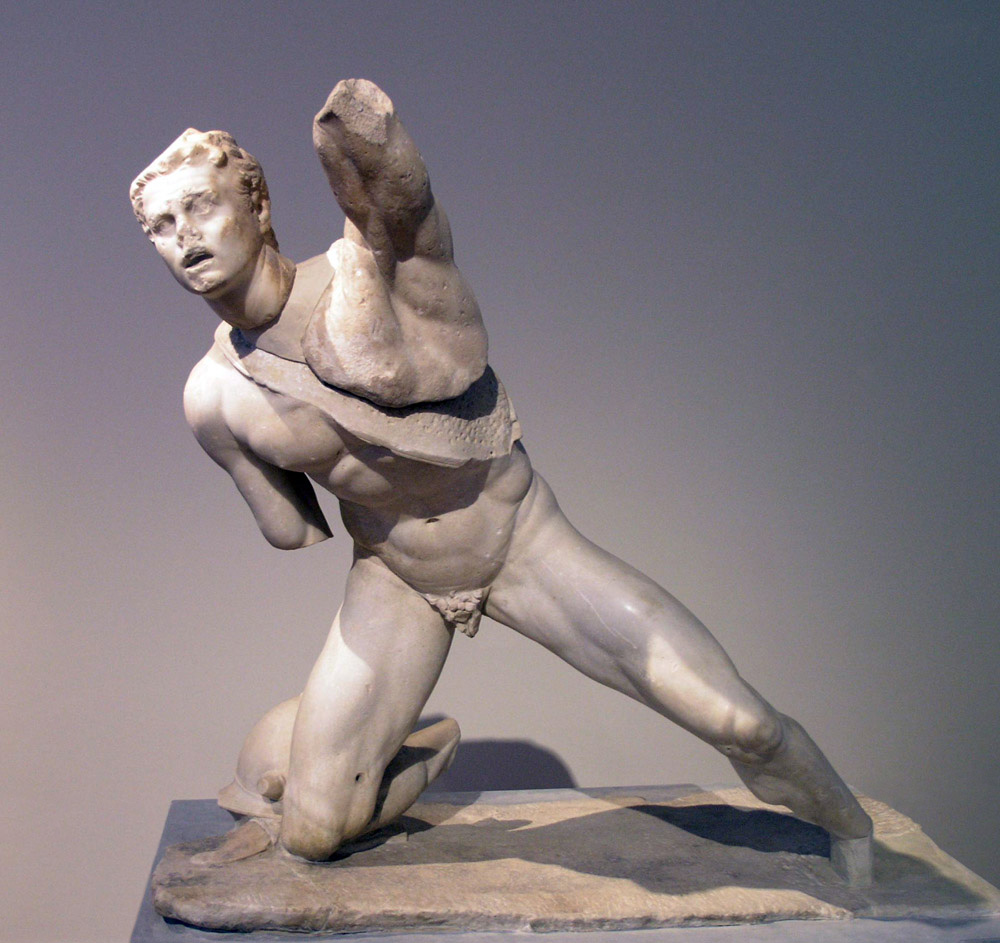
El Galo herido de Delos en el Museo Arqueológico Nacional de Atenas.

Agasias (en griego antiguo: Ἀγασίας), hijo de Menófilo, fue un escultor de Éfeso, que ejerció su arte en Delos mientras la isla estaba bajo la influencia del dominio romano. Posiblemente era primo de Agasio, hijo de Dositeo, escultor del Gladiador Borghese.

## Biografía
Era hijo del escultor Menófilo de Éfeso y nieto de otro Agasias. Probablemente era el pariente mayor del escultor del mismo nombre Agasio de Éfeso, que tuvo el mismo periodo creativo entre el 110 y el 60 a. C. Se le menciona en una inscripción griega, de la que se desprende que ejerció su arte en Delos, al igual que su padre. Allí creó varias estatuas por encargo de los romanos, que eran los comerciantes de Delos.
Estaban situadas a lo largo del ágora, conocida como el «ágora de los italianos». En medio de ellas había tres monumentos en honor de senadores romanos: del cónsul del año 88 a. C., Quinto Pompeyo Rufo  y del legado Cayo Bilieno,  cuya estatua fue dañada durante las guerras mitridáticas y posteriormente restaurada por el escultor Aristandro de Paros.
Para el santuario de Poseidón y el anfiteatro de Tenos, Agasias creó dos conjuntos escultóricos de bronce. Muestran a Eros luchando contra Anteros, en presencia de Nike. Es posible que se trate de una de las primeras obras del artista. Los dos conjuntos estaban colocados delante del gran altar del santuario. Las huellas en el bronce sugieren que ambos eran conceptualmente equivalentes. La inscripción dedicatoria menciona el nombre del escultor y también del comisionado de la obra, Publio Servilio Vatia Isáurico , procónsul de provincia de Asia, en 46 a. C.
Probablemente esculpió una figura de un guerrero, convencionalmente denominado el Galo herido, que se encuentra en el Museo Arqueológico Nacional de Atenas.